# 공관복음서
공관복음(共觀福音, Synoptic Gospels) 또는 공관복음서(共觀福音書)란 고대 그리스어의 syn (함께)와 opsis (봄)이 합쳐진 낱말 Synopsis를 한자어로 직역한 말이다. 구체적으로 기독교의 경전인 신약성경에서 마태복음, 마가복음, 루가복음를 일컫는다. 그 이유는 이 세 복음서의 진술이 거의 동일한 관점을 가지고 서술하고 있을 뿐만 아니라, 예나 지금이나 경우에 따라서는 복음서를 해석하는 데 서로 대조할 수 있는 장점을 갖고 있기 때문이다.

## 집필 시기
학자들은 공관복음의 집필 시기를 대략 60년에서 115년 사이로 본다. 이는 바울 서신 이후이며, 요한복음보다는 앞서는 것으로 보는 것이다. 각 복음서의 전후 관계는 다음 항목인 공관복음서 문제의 주장 별로 다르다.

## 공관복음서 문제

마르코의 거의 모두가 마태오에 들어있고, 많은 마르코가 루가에 들어 있다. 또, 마태오와 루가는 많은 양의 중복된 내용이 있는데, 이들은 마르코에 없다.

공관복음서, 특히 마태복음과 누가복음의 많은 부분은 중복되어 있다. 가령, 마태복음에는 집필자료로 사용한 마가복음의 내용이 94% 들어있다. (그림 참조). 그러나 한편, 마태복음과 누가복음은 분량이 훨씬 길고, 마태복음과 누가복음에서만 나오는 내용도 있으며 이들은 구조와 단어 선택도 비슷한 경우가 많다. 이들이 왜 이런 관계를 가지고 있는가 하는 논의를 가리켜 공관 복음서 문제(Synoptic Problem)라고 한다.
아래의 예시인 마태복음 3장 7절로 10절과 누가복음 3장 7절로 9절은 첫 문장을 제외하면 거의 똑같은 단어와 문장으로 되어 있다.

### 해결책
이에 대해 많은 주장이 있다.
- 두 개의 원본 설(두 자료 설): 마태복음과 누가복음은, 마가복음과 Q라고 불리는 문서를 집필자료로 제작되었다는 주장. Q문서는 독일어의 출처(Quelle)에 해당하는 말에서 온 이름으로 신학자들이 가상으로 추론하는 문서이다. 이 Q문서를 성서학자들은 예수님의 행적보다도 예수님의 말씀이 담겨 있는 것으로 보기 때문에, 로마 가톨릭 교회 신학자 정양모 신부와 성공회 신학자 박태식 신부처럼 Q문서대신 예수 어록이라는 말을 쓰는 이들도 있다. 두 개의 원본설은 마태복음, 루가복음, 마가복음 사이의 비슷한 내용을 뜻하는 평행본문과 비슷하지 않은 본문이 있는 이유를 설명해줄 수 있다.
- 파러 가설: 마가복음이 먼저 쓰여졌고, 마태복음은 마가복음을 바탕으로, 누가복음은 이 둘을 바탕으로 해서 Q를 첨가했다는 설.
- 그리스바흐 가설 (두 복음 설): 마태복음이 처음 쓰여졌고, 누가복음은 이를 참조하여 썼다. 마가복음은 이 둘을 절충하여 마태와 누가에게 모두 나타나는 것을 확인하면서 썼다. 예수님의 가르침(대화)에는 이 원칙이 적용되지 않았다면 왜 이를 누락했나를 설명하기 힘들다.
- 어거스틴 가설: 마태복음이 먼저 쓰여졌고, 그 다음 마가와 누가가 앞에 쓰인 것들을 참조하였다. 20세기 중간 로마 가톨릭 신학자들은 이 설의 변형으로, 마태가 가장 먼저 쓰였고 이를 마가와 누가가 옮겼지만, 마태는 원래 아람어로 쓰여졌고 그리스어로 번역되었기 때문에 번역자가 자유롭게 기사를 선택했다. 어거스틴 가설은 크게 볼 때 그리스바흐 가설과 다르지 않다.
- 파커 가설

## 같이 보기
- 마태복음
- 마가복음
- 누가복음
- 요한복음
- 복음서 목록
- 외경
- 위경

## 참고 문헌
1. ↑  뮌스터 대학 디지털 네슬-알랑
2. ↑  비교를 위한 그리스어본[1]

{